# State of the Union
State of the Union es una serie de comedia británica, dirigida por Stephen Frears y escrita por Nick Hornby. Está protagonizada por Rosamund Pike y Chris O'Dowd. Fue estrenada en Sundance TV el 6 de mayo de 2019.
El 25 de enero de 2021, se confirmó que la serie continuaría con una segunda temporada.

## Sinopsis
State of the Union sigue a "Louise y Tom, que se encuentran en el pub inmediatamente antes de su sesión semanal de terapia matrimonial. Cada episodio explica cómo eran sus vidas, qué los unió y qué comenzó a separarlos".

## Reparto
Primera temporada
- Rosamund Pike como Louise
- Chris O'Dowd como Tom

Segunda temporada
- Patricia Clarkson como Ellen
- Brendan Gleeson como Scott
- Esco Jouley como Jay

## Producción

### Desarrollo
El 13 de julio de 2018, se anunció que Sundance TV le había dado luz verde a la producción de una serie que constaba de diez episodios de unos diez minutos cada uno. La serie está escrita por Nick Hornby y dirigida por Stephen Frears, quiénes además son productores ejecutivos. Se señaló que See-Saw Films, sería la productora de la serie.
El 25 de enero de 2021, Sundance TV, confirmó la renovación por una segunda temporada, confirmando la incorporación de Brendan Gleeson, Patricia Clarkson y Esco Jouléy al proyecto.

### Casting
Junto con el anuncio de la serie, se confirmó que Rosamund Pike y Chris O'Dowd habían sido elegidos para los papeles principales de la serie.

### Filmación
La fotografía principal de la serie comenzó en el verano de 2018 en Londres, Inglaterra. El pub utilizado para el rodaje de la serie fue el Thatched House en Hammersmith, Londres W6.

## Episodios
| Temporada | Temporada | Episodios | Episodios | Lanzamiento original  | Lanzamiento original  |
| Temporada | Temporada | Episodios | Episodios | Primera emisión       | Última emisión        |
| --------- | --------- | --------- | --------- | --------------------- | --------------------- |
|           | 1         | 10        | 10        | 6 de mayo de 2019     | 10 de mayo de 2019    |
|           | 2         | 10        | 10        | 14 de febrero de 2022 | 23 de febrero de 2022 |

### Temporada 1 (2019)
| N.º en serie | N.º en temp. | Título             | Dirigido por   | Escrito por | Fecha de emisión original |
| ------------ | ------------ | ------------------ | -------------- | ----------- | ------------------------- |
| 1            | 1            | «Marathon»         | Stephen Frears | Nick Hornby | 6 de mayo de 2019         |
| 2            | 2            | «Antique Globes»   | Stephen Frears | Nick Hornby | 6 de mayo de 2019         |
| 3            | 3            | «Syria»            | Stephen Frears | Nick Hornby | 7 de mayo de 2019         |
| 4            | 4            | «Plaster Cast»     | Stephen Frears | Nick Hornby | 7 de mayo de 2019         |
| 5            | 5            | «Normal Slope»     | Stephen Frears | Nick Hornby | 8 de mayo de 2019         |
| 6            | 6            | «Nigel and Naomi»  | Stephen Frears | Nick Hornby | 8 de mayo de 2019         |
| 7            | 7            | «Call the Midwife» | Stephen Frears | Nick Hornby | 9 de mayo de 2019         |
| 8            | 8            | «Dolphins»         | Stephen Frears | Nick Hornby | 9 de mayo de 2019         |
| 9            | 9            | «Prison Sex»       | Stephen Frears | Nick Hornby | 10 de mayo de 2019        |
| 10           | 10           | «Another Drink»    | Stephen Frears | Nick Hornby | 10 de mayo de 2019        |

### Temporada 2 (2022)
| N.º en serie | N.º en temp. | Título                    | Dirigido por   | Escrito por | Fecha de emisión original |
| ------------ | ------------ | ------------------------- | -------------- | ----------- | ------------------------- |
| 11           | 1            | «The Laws of Grammar»     | Stephen Frears | Nick Hornby | 14 de febrero de 2022     |
| 12           | 2            | «Why Quake»               | Stephen Frears | Nick Hornby | 15 de febrero de 2022     |
| 13           | 3            | «Big Mustard»             | Stephen Frears | Nick Hornby | 16 de febrero de 2022     |
| 14           | 4            | «Prison Thoughts»         | Stephen Frears | Nick Hornby | 17 de febrero de 2022     |
| 15           | 5            | «Led Zepellin's Account»  | Stephen Frears | Nick Hornby | 18 de febrero de 2022     |
| 16           | 6            | «Intimacy Kit»            | Stephen Frears | Nick Hornby | 19 de febrero de 2022     |
| 17           | 7            | «The Road Most Travelled» | Stephen Frears | Nick Hornby | 20 de febrero de 2022     |
| 18           | 8            | «Facetime TV»             | Stephen Frears | Nick Hornby | 21 de febrero de 2022     |
| 19           | 9            | «Kopi Iuwak»              | Stephen Frears | Nick Hornby | 22 de febrero de 2022     |
| 20           | 10           | «The Last Box»            | Stephen Frears | Nick Hornby | 23 de febrero de 2022     |

## Recepción

### Crítica
En una revisión positiva, Daniel D'Addario en Variety elogió la serie diciendo: "State of the Union hace un buen truco; dado su corto tiempo de ejecución y su rapidez de diálogo, nunca nos cansamos de escuchar los argumentos de esta pareja, que podrían en otros contextos ser aburridos y circulares". Daniel Fienberg en The Hollywood Reporter describió la serie como una "pieza inteligente y bellamente interpretada" y declaró que "Stephen Frears y Nick Hornby hacen una genial y brillante pareja". En Metacritic, que usa un promedio ponderado, asignó una puntuación de 83 sobre 100, basada en 15 reseñas, indicando «aclamación universal».

### Premios y nominaciones
| Año  | Premiación             | Categoría                                                     | Nominado(s)        | Resultado | Ref.   |
| ---- | ---------------------- | ------------------------------------------------------------- | ------------------ | --------- | ------ |
| 2019 | Premios Primetime Emmy | Mejor serie de corta duración - Comedia o Drama               | State of the Union | Ganadora  | [ 15 ] |
| 2019 | Premios Primetime Emmy | Mejor actor en una serie de corta duración - Comedia o Drama  | Chris O'Dowd       | Ganador   | [ 15 ] |
| 2019 | Premios Primetime Emmy | Mejor actriz en una serie de corta duración - Comedia o Drama | Rosamund Pike      | Ganadora  | [ 15 ] |
| 2022 | Premios Primetime Emmy | Mejor actriz en una serie de corta duración - Comedia o Drama | Patricia Clarkson  | Ganadora  | [ 16 ] |